# Happy Sugar Life
Happy Sugar Life (Nhật: ハッピーシュガーライフ Hepburn: Happī Shugā Raifu) là một sê-ri manga kinh dị Nhật Bản được viết và minh hoạ bởi Kagisora Tomiyaki (鍵空とみやき). Nó đã được đăng trong tạp chí manga shōnen của Square Enix: Gangan Joker kể từ tháng 5 năm 2015. Một sê-ri anime truyền hình do Ezo'la sản xuất được phát sóng trên Animeism từ tháng 7 đến tháng 9 năm 2018.

## Cốt truyện
Bộ phim kinh dị, tâm lý, yuri này xoay quanh Matsuzaka Satō - một nữ sinh cao trung xinh đẹp. Cô bé tin rằng mình đã tìm được tình yêu đích thực khi bắt đầu sống chung với một cô gái nhỏ. Trước đây, Satou chưa từng từ chối lời ngỏ ý nào của các chàng trai chung quanh mình, nhưng mọi chuyện đã hoàn toàn thay đổi khi cô gặp Shio. Tuổi tác và lai lịch của Shio là một ẩn số, không ai biết được. Khi ở bên cạnh Shio, Satou cảm nhận được một cảm giác ngọt ngào mà cô gọi là "tình yêu". Để bảo vệ cảm giác ấy, Satou sẵn sàng làm mọi thứ, kể cả giết người.

## Nhân vật
Matsuzaka Satō (松坂 さとう)
Lồng tiếng bởi: Kana Hanazawa
Sato Matsuzaka là một nữ sinh trung học xinh đẹp, cô có ngoại hình xinh xắn, tóc hồng hai bím dễ thương và tính cách dịu dàng, hiền thục. Sato là một cô gái tài sắc vẹn toàn, vô số chàng trai tỏ tình và nhiều cô gái ngưỡng mộ. Tuy nhiên, không ai biết tính cách thật của cô là yandere (là con người sẵn sàng tàn nhẫn và giết người vì tình yêu hạnh phúc duy nhất của đời mình). Sato sống như một nữ sinh bình thường và làm thêm ở quán cà phê hầu gái kiếm tiền mỗi tháng. Gần như cô không để lộ tính cách thật của mình và thân thiện, được ngưỡng mộ bởi mọi người xung quanh. Từ nhỏ, Sato mồ côi cha mẹ nên sống cùng người dì ở chung cư. Khi đó, cô cũng bị ảnh hưởng tâm thần về lý trí bởi người dì bị tâm thần có vấn đề của mình.
Sato Matsuzaka có quá khứ gia đình đau buồn, không có bất kỳ tình yêu thương nên cô luôn đi tìm tình yêu là gì. Cùng "bạn thân" Shoko, Sato luôn đồng ý làm quen với các chàng trai ngỏ ý mỗi đêm nhưng không một ai khiến cô rung động. Tuy nhiên, khi Sato vô tình gặp Shio trên đường (cô bé Shio bị bỏ rơi, mất trí nhớ vì sốc) thì cô nhận nuôi bé và lần đầu cảm thấy được vị ngọt của tình thương. Cô luôn dành thời gian kiếm tiền để sống những tháng ngày hạnh phúc bên Shio, không còn đi chơi mỗi đêm và chuyển sang phòng chung cư khác của một họa sĩ đã mất. Nhưng theo luật pháp, Sato đã phạm tội bắt cóc trẻ em nên cô luôn làm mọi cách che giấu để bảo vệ cuộc sống hạnh phúc bên cô bé và cô lập Shio khỏi thế giới bên ngoài. Đến cả giáo viên hay bạn bè cô cũng không biết nhà của cô ở đâu hay gia đình vô cùng mơ hồ. Chỉ có người dì của Sato biết và sẵn sàng giúp đỡ trong việc đó.
Trong cuộc sống thường nhật, Sato luôn gặp đủ loại người từ tử tế đến rác rưởi, ghét những "người lớn" bẩn thỉu và tràn trề dục vọng. Vì công việc và cuộc sống, cô nhiều lúc nhượng bộ nhưng nếu mọi sự vượt kiểm soát, cô sẽ là yandere lạnh lùng, tỉnh táo, làm mọi việc để lấy lại cân bằng (như khi cô giải cứu Taiyo). Những lúc như thế, Sato đều cảm thấy "đắng" và khinh rẻ những loại người đó. Vì vậy, việc được ở bên Shio mỗi ngày, là hạnh phúc duy nhất và là tình yêu thuần khiết mà cô sẵn sàng làm tất cả để bảo vệ. Ngay cả bạn bè, mọi người như Shoko đều không thể cho Sato những cảm xúc ngọt ngào ấy.
Sato có thể là một yandere tàn nhẫn, lạnh lùng khi đối mặt với kẻ cản trở cuộc sống mình, nhưng tất cả những điều đó là vì giữ gìn những tháng ngày hạnh phúc bên Shio. Cô vừa là nhân vật chính phản diện nhưng vô cùng đáng thương vì xã hội bất minh đã trù dập cô từ nhỏ nên người đọc phần nào thông cảm cho nhân vật này.
Kōbe Shio (神戸 しお)
Lồng tiếng bởi: Misaki Kuno
Shio là một cô bé tiểu học dễ thương, có tính cách ngây thơ thuần khiết như một thiên thần. Shio được Satou tìm thấy và đem về nhà nuôi khi cô bé bị bỏ rơi và đi lạc, mất trí nhớ về gia đình của mình nhưng hai người hạnh phúc sống bên nhau. Cô bé yêu quý Satou như chị của mình, không bao giờ nói dối và chia sẻ toàn bộ tình yêu thương của mình cho Satou.
Shio Koube vốn là con gái của Yuna Koube và em gái của Asahi Koube. Cô bé sống trong gia đình bất hạnh, người cha nghiện rượu bạo hành vợ và con cái. Yuna mang Shio bỏ trốn khỏi nhà, nhưng bản thân Yuna cũng đã mắc bệnh ám ảnh, thần kinh yếu đuối nên phụ thuộc vào Shio như ánh sáng cuối cùng. Nhưng vô tình, một lần Shio bị Yuna tát, cô ấy hối hận vì cảm thấy giống như gã chồng bạo hành nên đã bỏ cô bé ra đường một thời gian ngắn. Nhưng Shio đã đi lạc và mất trí nhớ do bị sốc tinh thần. Đó cũng là lúc cô bé gặp Satou và hiểu được tình yêu ngọt ngào như thế nào.
Shio Koube có tâm hồn như một thiên thần, những người ghét bỏ xã hội bẩn thỉu (như Satou, Taiyo) đều thấy cô bé như một sự cứu rỗi. Chính vì vậy, Satou luôn cố gắng che giấu cuộc sống của mình cùng Shio và cách ly với thế giới bên ngoài trong căn hộ 1208 của Satou. Dù biết Satou bắt cóc mình và thậm chí làm việc xấu, nhưng Shio vẫn một mực đồng hành và bảo vệ cô vì biết Satou luôn cố gắng để duy trì và đảm bảo cuộc sống hạnh phúc của cả hai khỏi thực tại phũ phàng. Với Satou, Shio là tình yêu và lẽ sống duy nhất đời mình. Còn với Shio, Satou chính là người thân duy nhất, là gia đình mà cô bé sẽ không phản bội hay làm tổn thương.

Kōbe Asahi (神戸 あさひ)
Lồng tiếng bởi: Yumiri Hanamori
Một cậu bé đang tìm kiếm tung tích của Shio. Sau đó cậu được tiết lộ là anh trai của Shio; gợi ý rằng cậu đã có tình cảm lãng mạn với Shōko sau khi cô đánh cắp nụ hôn đầu tiên của cậu, và gần trở nên tổn thương và suy sục khi cậu tìm thấy xác của Shōko trong đám cháy. Trong tập cuối, cậu đã đến thăm em gái Shio của mình trong bệnh viện với một bó hoa.
Mitsuboshi Taiyō (三星 太陽)
Lồng tiếng bởi: Natsuki Hanae
Một nam sinh trung học làm việc cùng Satō tại một nhà hàng gia đình. Bị bà chủ cũ giam giữ và hiếp dâm khiến anh phát triển nỗi sợ hãi lớn đối với phụ nữ lớn tuổi. Lần đầu tiên nhìn thấy một tờ rơi kiếm người mất tích có chứa thông tin về Shio, khiến anh tìm thấy sự an ủi về sự trong trắng của Shio và trở nên bị ám ảnh bởi cô bé. Trong tập cuối, anh trở nên suy sụp về tinh thần do bị hãm hiếp bởi dì của Satō và tin rằng Shio đã chết trong hỏa hoạn.
Hida Shōko (飛騨 しょうこ)
Lồng tiếng bởi: Aya Suzaki
Bạn thân và làm việc với Satō, xuất thân từ một gia đình giàu có. Cô bị Satō giết sau khi phát hiện ra mối quan hệ bí mật của bạn thân mình với Shio. Cơ thể của cô cuối cùng bị thiêu rụi trong tập cuối cùng, mặc dù cô đã chết do bị Sato giết.
Kitaumekawa Daichi (北埋川 大地)
Lồng tiếng bởi: Kaito Ishikawa
Giáo viên trung học của Satō. Bên dưới vẻ ngoài đẹp trai và tính cách thân thiện, anh ta được tiết lộ là một kẻ biến thái, người bị ám ảnh bởi Satō- (ám chỉ rằng anh có cảm tình với cô). Bị Sato đe dọa sẽ tiết lộ điều này với gia đình của mình, anh buộc phải tiêu hủy một số bằng chứng cho Satō. Trong tập cuối, anh bị cảnh sát đưa đi thẩm vấn về những tội ác mà anh ta đã gây ra.
Dì của Satō
Lồng tiếng bởi: Kikuko Inoue
Một người họ hàng giấu tên của Satō, người đã toàn quyền chăm sóc cô sau khi cha mẹ cô qua đời nhiều năm trước. Người ta cho rằng cô có thể đã bị giết bởi chính cháu gái của mình vì cô hầu như chỉ xuất hiện trong các cảnh hồi tưởng khi Satō còn nhỏ. Tuy nhiên, người ta tiết lộ rằng cô vẫn còn sống, ngoại trừ một số bộ phận cơ thể được bao phủ bởi băng gạc. Mặc dù bản tính vui vẻ và sảng khoái, cô thực sự không ổn định về tinh thần cũng như bị mất trí sâu, và cô chấp nhận mọi hình thức ham muốn đối với mình với niềm vui khổ dâm đáng lo ngại. Quan điểm sâu sắc về tình yêu của cô có trách nhiệm khiến Satō suy nghĩ theo cách tương tự và khiến Sato trở thành kẻ tâm thần loạn trí như ngày nay. Cô sống trong cùng một khu chung cư với cháu gái mình nhưng ở một tầng khác nhau. Trong tập cuối, cô bị bắt vì tội đốt cháy và giết người (mặc dù Satō là người đã giết Shōko).
Miyazaki Sumire (宮崎 スミレ)
Lồng tiếng bởi: Larissa Tago Takeda
Người hàng xóm và làm việc cùng với Satō, người gọi cô là "senpai", có cảm tình với cô. Gần cuối tập khi biết Satou chết, trông cô rất sốc.
Kōbe Yūna (神戸 ユウナ)
Lồng tiếng bởi: Yūko Gotō

Mẹ của Asahi và Shio. Vốn là một người phụ nữ tốt bụng, cô bị cưỡng bức kết hôn với một người đàn ông không yêu sau khi bị cưỡng hiếp và có thai với hai đứa con khi vẫn đang học trung học; cô xuất hiện trong hồi tưởng về những đứa con của cô và trong câu chuyện hồi tưởng của mình. Người ta ám chỉ rằng cô bị rối loạn nhân cách ranh giới phần lớn là do sự ngược đãi trong gia đình mà cô đã phải chịu từ người chồng, người lúc đó đã chết vì ngộ độc rượu nhưng gần cuối bộ truyện được tiết lộ là cô đã đầu độc chồng mình. Trong tập cuối cùng, cô được thấy đứng bên ngoài đối diện bệnh viện mà con gái cô, Shio, đang được điều trị.

## Truyền thông

### Manga
Kagisora Tomiyaki ra mắt manga trong tạp chí manga shōnen của Square Enix: Gangan Joker vào ngày 22 tháng 5 năm 2015. Mười một tập tankōbon của manga được phát hành giữa 22 tháng 10 năm 2015 và 22 tháng 6 năm 2022. Vào 8 tháng 7 năm 2018, trong panel của họ tại Anime Expo, Yen Press thông báo rằng họ đã cấp phép manga.
| #  | Ngày phát hành tiếng Nhật | ISBN tiếng Nhật   |
| -- | ------------------------- | ----------------- |
| 1  | 22 tháng 10 năm 2015      | 978-4-7575-4769-8 |
| 2  | 22 tháng 12 năm 2015      | 978-4-7575-4839-8 |
| 3  | 21 tháng 5 năm 2016       | 978-4-7575-4986-9 |
| 4  | 22 tháng 11 năm 2016      | 978-4-7575-5158-9 |
| 5  | 22 tháng 5 năm 2017       | 978-4-7575-5350-7 |
| 6  | 22 tháng 8 năm 2017       | 978-4-7575-5452-8 |
| 7  | 22 tháng 3 năm 2018       | 978-4-7575-5580-8 |
| 8  | 22 tháng 6 năm 2018       | 978-4-7575-5755-0 |
| 9  | 22 tháng 7 năm 2019       | 978-4-7575-6190-8 |
| 10 | 22 tháng 7 năm 2019       | 978-4-7575-6191-5 |
| 11 | 22 tháng 6 năm 2022       | 978-4-7575-7971-2 |

### Anime
Sê-ri anime truyền hình thích nghi được đạo diễn bởi Kusakawa Keizō và Nagayama Nobuyoshi và được viết bởi Machida Touko, phần hoạt ảnh được thực hiện bởi studio Ezo'la. Yasuda Shōko thiết kế nhân vật.
Matsubara Youko là nghệ sĩ chủ chốt của bộ truyện và Yachi Kiyotaka chỉ đạo nghệ thuật nền. Yasuyuki Itou đạo diễn hình ảnh, trong khi Tateishi Yayoi là đạo diễn âm thanh. Loạt phim được chỉnh sửa bởi Yuuji Oka. Kameyama Koichiro sáng tác nhạc của loạt phim. Bài hát chủ đề mở đầu, "One Room Sugar Life" (ワンルームシュガーライフ Wan Rūmu Shugā Raifu) được biểu diễn bởi Nanawo Akari, và bài hát chủ đề kết thúc, "Sweet Hurt", được biểu diễn bởi ReoNa.
Loạt phim 12 tập được phát sóng tại Nhật Bản từ ngày 14 tháng 7 đến ngày 29 tháng 9 năm 2018, phát sóng trong Animeism trên MBS, TBS, BS-TBS, và AT-X. Bộ phim được độc quyền simulcast trên Amazon Video khu vực toàn thế giới.

#### Danh sách tập
| STT | Tiêu đề | Ngày phát sóng ban đầu |
| --- | --- | ---------------------- |
| 1   | "The Sugar Girl Eats Love" "Satō Shōjo wa Ai o Hamu" (砂糖少女は愛を食む)                                    | 14 tháng 7 năm 2018    |
| 2   | "Shio's Miniature Garden" "Shio no Hakoniwa" (しおの箱庭)                                                    | 21 tháng 7 năm 2018    |
| 3   | "A Long Monochromatic Night" "Monokurōmu no Nagai Yoru" (モノクロームの長い夜)                               | 28 tháng 7 năm 2018    |
| 4   | "The Sugar Girl Doesn't Notice" "Satō Shōjo wa Kizukanai" (砂糖少女は気づかない)                             | 4 tháng 8 năm 2018     |
| 5   | "The Taste of Crime and the Taste of Punishment" "Tsumi no Aji, Batsu no Aji" (罪の味、罰の味)               | 11 tháng 8 năm 2018    |
| 6   | "We Revolve Around the Moon" "Watashi-tachi wa, Tsuki no Mawari o Mawatteiru" (私達は、月の周りを回っている) | 18 tháng 8 năm 2018    |
| 7   | "What the Sugar Girl is Made Out Of" "Satō Shōjo no Genzairyō" (砂糖少女の原材料)                            | 25 tháng 8 năm 2018    |
| 8   | "Apartment No.1208" "Ichi-Ni-Zero-Hachi Gōshitsu" (1208号室)                                                 | 1 tháng 9 năm 2018     |
| 9   | "Dissolving Rain" "Yūkai Rein" (融解レイン)                                                                  | 8 tháng 9 năm 2018     |
| 10  | "A Proposal Under a Starry Sky" "Hoshizora no Puropōzu" (星空のプロポーズ)                                   | 15 tháng 9 năm 2018    |
| 11  | "An Eternal Moment with You." "Eien no Isshun o, Anata to." (永遠の一瞬を、貴方と。)                         | 22 tháng 9 năm 2018    |
| 12  | "Happy Sugar Life" "Happī Shugā Raifu" (ハッピーシュガーライフ)                                              | 29 tháng 9 năm 2018    |